# Pierre Lebughe Litite
Pierre Lebughe Litite, né à Ndojim, au Bandundu, mort à 72 ans en mars 2005 à Kinshasa, est un homme politique de la république démocratique du Congo, député à l’Assemblée nationale.

## Biographie
Peu après sa mort, Olivier Kamitatu, président de l’Assemblée nationale, a déclaré  au cours d'une cérémonie organisée au Palais du Peuple que celui-ci est considéré comme « un pionnier de la République et l’un de ceux dont le destin poussait à servir le pays. Un homme simple et affable, d’un abord facile ».
Né à Ndojim, dans le territoire de Kutu, district de Mai-Ndombe, au Bandundu, Lebughe fait des études d’agronomie, terminées avec distinction en juillet 1959, à l’Université Lovanium, ceci faisant de lui le premier ingénieur agronome congolais.
Il est secrétaire général à l’Agriculture dans le Collège des commissaires généraux en 1960 et ministre de l’Agriculture en 1970. Il entame ensuite 4 mandats successifs au Parlement, dont il préside la commission politique et administrative de 1990 à 1992. Il a aussi créé le groupe économique « COMAGRILAC ».
Il est inhumé au cimetière de la Gombe à Kinshasa